# Trichosetodes ujiensis
Trichosetodes ujiensis är en nattsländeart som beskrevs av Akagi 1960. Trichosetodes ujiensis ingår i släktet Trichosetodes och familjen långhornssländor. Inga underarter finns listade i Catalogue of Life.